# Empresa Municipal de Transports de València
L'Empresa Municipal de Transports de València és una entitat que dona servei de transport públic de superfície a la ciutat de València i a les poblacions frontereres d'Alboraia, Alfafar, Burjassot, Mislata, Tavernes Blanques, Vinalesa i Xirivella. Pertany en la seua totalitat a l'Ajuntament de València i es regeix per un Consell d'Administració, nomenat per la Junta General d'Accionistes, composta ella mateixa per tots els regidors del Consistori Municipal.
Fou creada el 1986 quan l'Ajuntament de València adquirí la totalitat de les accions de l'empresa SALTUV i així passà a denominar-se Empresa Municipal de Transports, al mateix temps que començà la nova direcció de l'empresa.

## Història

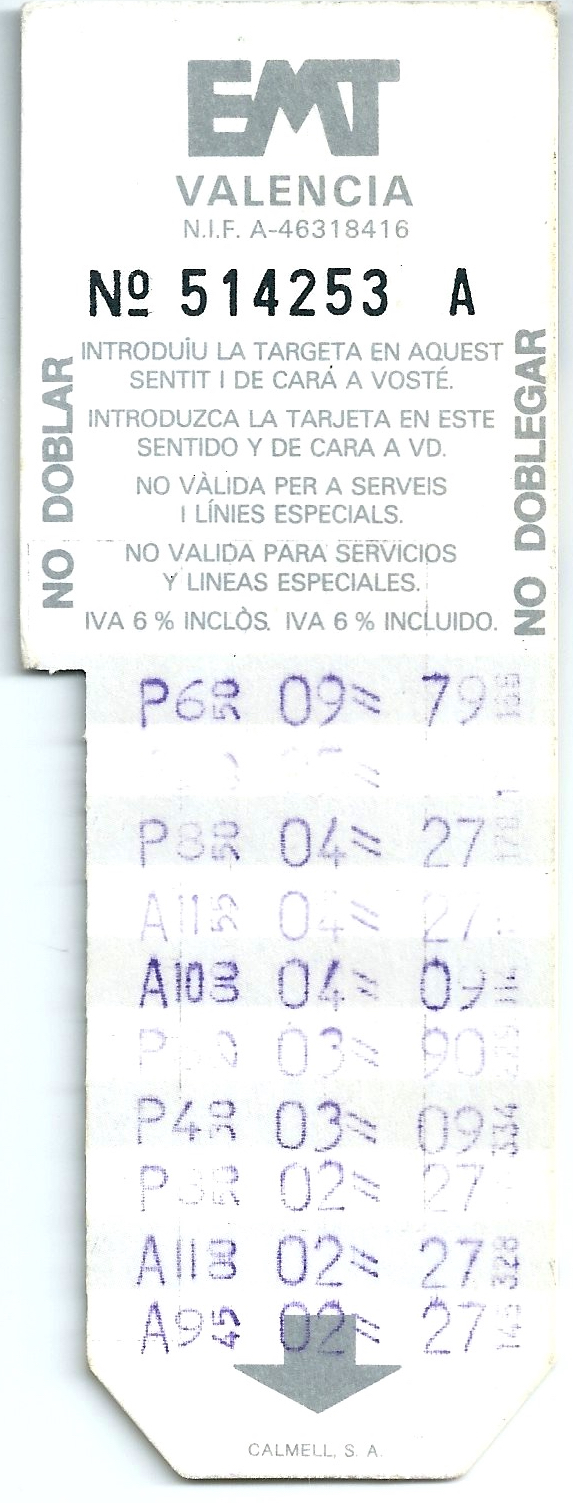
Antic Bonobús d'EMT (ca. 1986)

El 17 de gener de 1986, l'alcalde de València, Ricard Pérez Casado, i el gerent de la SALTUV, José Jara Moreno, signaren l'acord de municipalització, pel qual l'Ajuntament adquiria la totalitat de les accions de la SALTUV, que passava a denominar-se EMPRESA MUNICIPAL DE TRANSPORTS (EMT), alhora que assumia la direcció plena de l'empresa. Les primeres actuacions de l'EMT s'adreçaren al sanejament econòmic, a la renovació del parc i al desenvolupament de campanyes publicitàries de conscienciació al ciutadà sobre la importància d'utilitzar el transport públic. Amb això es frenà el descens de viatgers i començà una època de milloria. La negociació del conveni d'eixe any fou especialment virulenta, produïnt-se forts enfrontaments entre vaguistes i forces d'orde públic. La primera dona conductora de l'EMT, Ángela Torrecilla Parreño, ingressà en l'empresa l'any 1985. Amb l'adquisició de 50 autobusos Pegaso 6038, el parc va arribar a les 335 unitats. Finalment, eixe mateix any es van inaugurar les oficines de l'Àrea de Transports al carrer de la Mare de Déu de Gràcia.

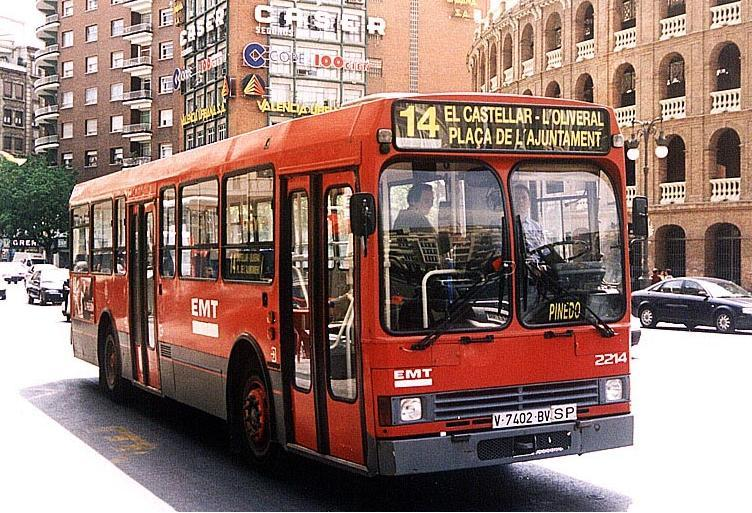
Pegaso 6038 de la línia 14 (2001)

Al setembre de 1987, el Consell d'Administració de l'EMT experimentà canvis, amb Manuel del Hierro García com a presdient.
En virtut de l'acord subscrit amb la Universitat Politècnica de València (UPV), l'EMT inaugurà el seu Centre de Diagnòstics de Vehicles. Per primera vegada. l'empresa participà a Expojove i s'hi incorporaren 56 autobusos Pegaso 6420, la qual cosa augmentà el parc a un total de 355 unitats. Així mateix, començaren a funcionar a l'estiu les línies 21 i 22, que es van afegir a la línia 20 implantada dos anys abans.

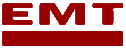
Logo d'EMT (1989-present)

El 3 de març de 1988, José Cabrera Gonzálbez fou elegit nou president de l'EMT i l'1 d'agost va ser designat director.
Gerent de l'empresa Ramón Ruiz Hernández en substitució de José Jara Moreno. Eixe mateix any els viatgers transportats arribaren als 90 milions. El 1989, entrà en vigor el manual d'identitat corporativa de l'EMT alhora que l'empresa, durant el mes de juny, va participar en el congrés de la UITP. Van començar a circular 60 nous autobusos Renault PR100.2, els primers dotats amb aire condicionat i amb una capacitat de 27 passatgers assentats i altres 73 drets; durant el mes d'agost es creà l'Oficina d'Informació i Atenció al Client.
El 1990, l'EMT, fruit de les mesures adoptades dos anys arrere, experimentà una forta crescuda en el nombre de viatgers transportats: 8,25 milions de passatgers més que l'any anterior (97.865.815 en total). La flota ascendí a 391 autobusos en servici, amb la incorporació de 31 noves unitats del Renault PR100.2. El mateix any, l'EMT creà les línies 10, 14, 15, 29, 36 i 91, esta última per a substituir la línia 4 de FGV, recentment suprimida, alhora que van continuar les campanyes de promoció del transport públic entre els ciutadans de València, amb l'eslògan "Canvia de cotxe. Agafa l'autobús".
L'any 1991, Francisco Camps Ortiz fou nomenat president de l'EMT. El mateix any s'incrementà el nombre d'autobusos del parc, que va arribà a la xifra de 450 unitats després de l'adquisició de 57 Renault PR100.2 i 2 MAN adaptats per a discapacitats físics. El 4 de març començà a funcionar la nova línia 12 i quatre dies després les línies 40 i 41 variaven completament el seu recorregut. Els passatgers arribaren als 105 milions, xifra superada pels 111 milions de 1992, alhora que arribaven altres 10 Renault PR100.2. El 14 de juliol es dissolgué l'empresa VASA, les línies del qual s'integraren en el Consorci Valencià de Transports (CVT), ens sorgit dins del denominat Pla de Transport Metropolità que agrupava el transport de viatgers prestat per l'EMT, el CVT i FGV. L'any següent, 1993, s'adquiriren 41 Renault R-312, que elevaren la flota a la xifra de 480 unitats; començà el programa d'ajuda a ONGs i a països subdesenvolupats (19 unitats van ser donades a Nicaragua, Senegal, Mauritània, Cuba i Sàhara) i es va posar en marxa el SAE (Sistema d'Ajuda a l'Explotació). El 1994 s'amplià el capital social de l'EMT que passà a ser de 725.995.000 pessetes. El 7 de febrer s'inaugurà la línia 18 i es col·locà la primera pedra de les obres del Depòsit Sud (taller de Sant Isidre). Al Camí Fondo, es posà en marxa un sistema automatitzat de subministrament de combustible per a 100 autobusos. El dia 21 de maig, el tramvia elèctric tornava a recórrer els carrers de València, però els viatgers transportats per l'EMT continuaven augmentant: 116 milions.

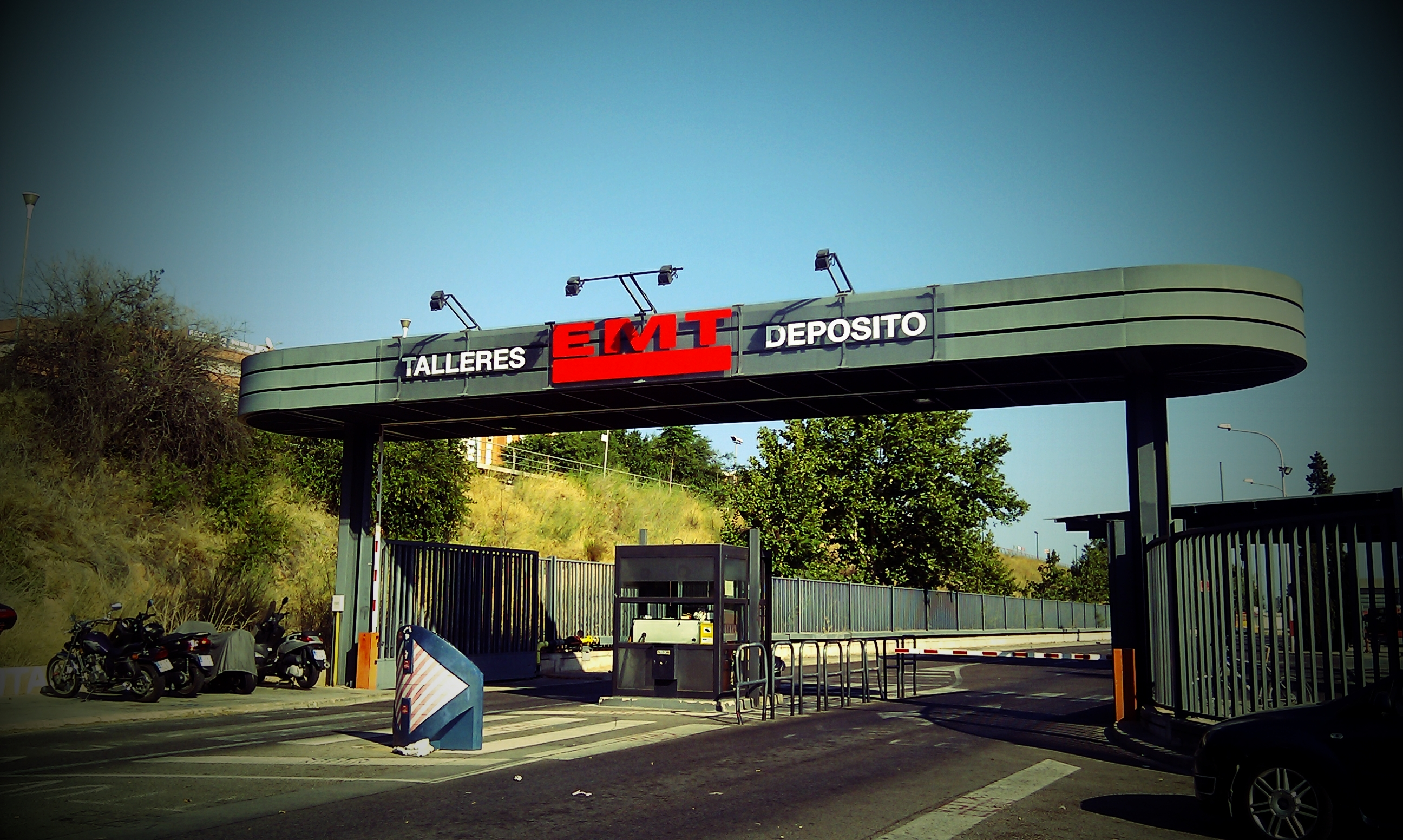
Cotxeres de Sant Isidre o Sud

El 26 d'abril de 1995, l'alcaldessa de València, Rita Barberá, i el president del Consell d'Administració de l'EMT, Francisco Camps, inauguraren el Depòsit Sud, més conegut com de Sant Isidre. El 13 de juliol, Jorge Bellver reemplaçà Francisco Camps en la presidència de l'empresa. El mateix any, es creà la línia 73 i es reberen 10 nous Renault R-312. Al mes d'octubre començà la demolició dels antics tallers del Portalet. Al desembre, la revista Autobuses&Autocares trià l'EMT com la millor empresa de transport urbà de l'any, alhora que a la línia 61 començava a experimentar-se amb el canal d'informació BUSSI. En l'interanual de febrer de 1995, EMT aconseguí un total de 117.206.339 viatgers transportats, superant el mític rècord de 116.607.506 milions establit per SALTUV l'any 1969. Al 1996, l'EMT subscrigué un conveni de col·laboració amb Repsol per al desenvolupament i investigació de l'ús de carburants menys contaminants. Al mes de juliol l'EMT presentà els anomenats biobusos, que recorreren les diverses línies de la xarxa fins al mes de gener de l'any següent. El 30 de setembre començaren a circular 21 autobusos Mercedes 0405 N2, 9 dels quals disposaven de sistema d'anivellament i rampa.

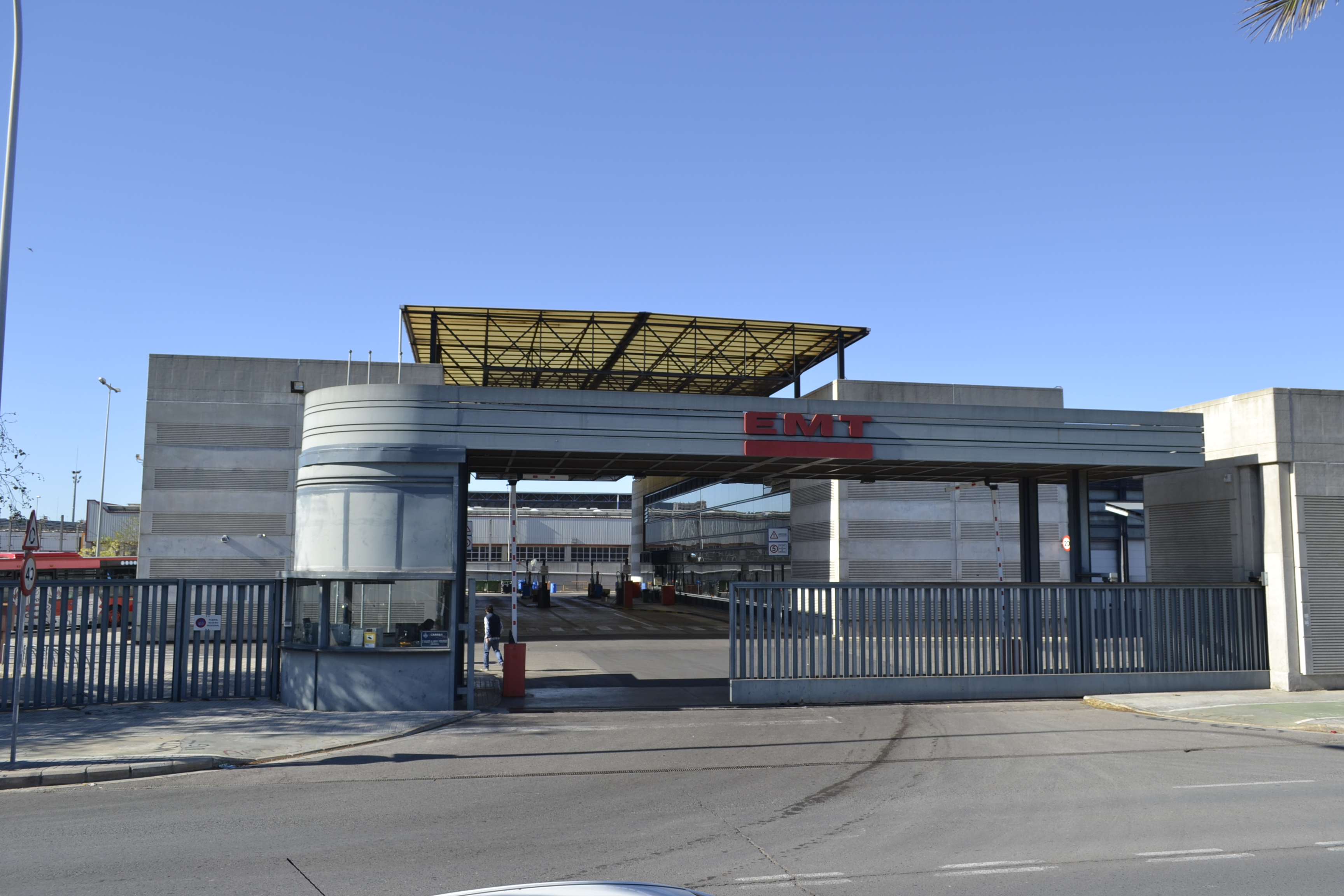
Cotxeres de la Carrasca o Nord

Al mes de març de 1997, foren presentats 55 Renault Citybus, 6 d'ells amb sistema d'anivellament i rampa incorporat. Al juliol, l'EMT signà un conveni de col·laboració amb CEGAS per a la implantació d'un autobús propulsat per gas natural a les línies de l'empresa. Al llarg de 1998, entraren en funcionament 12 Mercedes, 30 Renault Citybus i 1 MAN 11.220 HOCL, destinat al servici especial "porta a porta". El mateix any, l'EMT es convertí en el transportista oficial del Pamesa València. El 16 de febrer de 1999, es presentaren a la plaça de l'Ajuntament 42 Mercedes Benz, 0 405-N2, Renault Citybus i Scania Omnicity. El 26 de maig, Rita Barberá i Jorge Bellver inauguraren les noves instal·lacions del Depòsit Nord. El mateix any, i a fi de millorar la informació a l'usuari, l'EMT feu pública la seua nova senyalètica. El 16 de desembre de 1999, es creà la línia 5B, encarregada de recórrer el centre històric utilitzant autobusos híbrids, propulsats per tracció elèctrica i autogeneració tèrmica.
L'any 2000, l'EMT presentà un pla de remodelació de línies, dividit en tres fases. El pla obligà a una reestructuració interna de l'empresa, de manera que es dissenyaren noves àrees com ara Comercial, Operacions, Recursos Humans, Tècnica, Administració, Organització i Sistemes i l'Staff de Qualitat. També s'adquiriren 40 nous autobusos: 10 Mercedes Benz, model 0 405-N2; 10 Scania Omnicity; i 20 Irisbús Citybus. El 2001 es creà la línia 35, s'amplià l'horari del servici nocturn, entrà en funcionament la pàgina web de l'empresa i la UPV atorgà a l'EMT un diploma especial per la seua col·laboració en "Programes de Cooperació Educativa". El parc rebé 40 nous autobusos: 20 Renault Citybús, 15 Scania Omnicity i 5 Mercedes Cítaro.

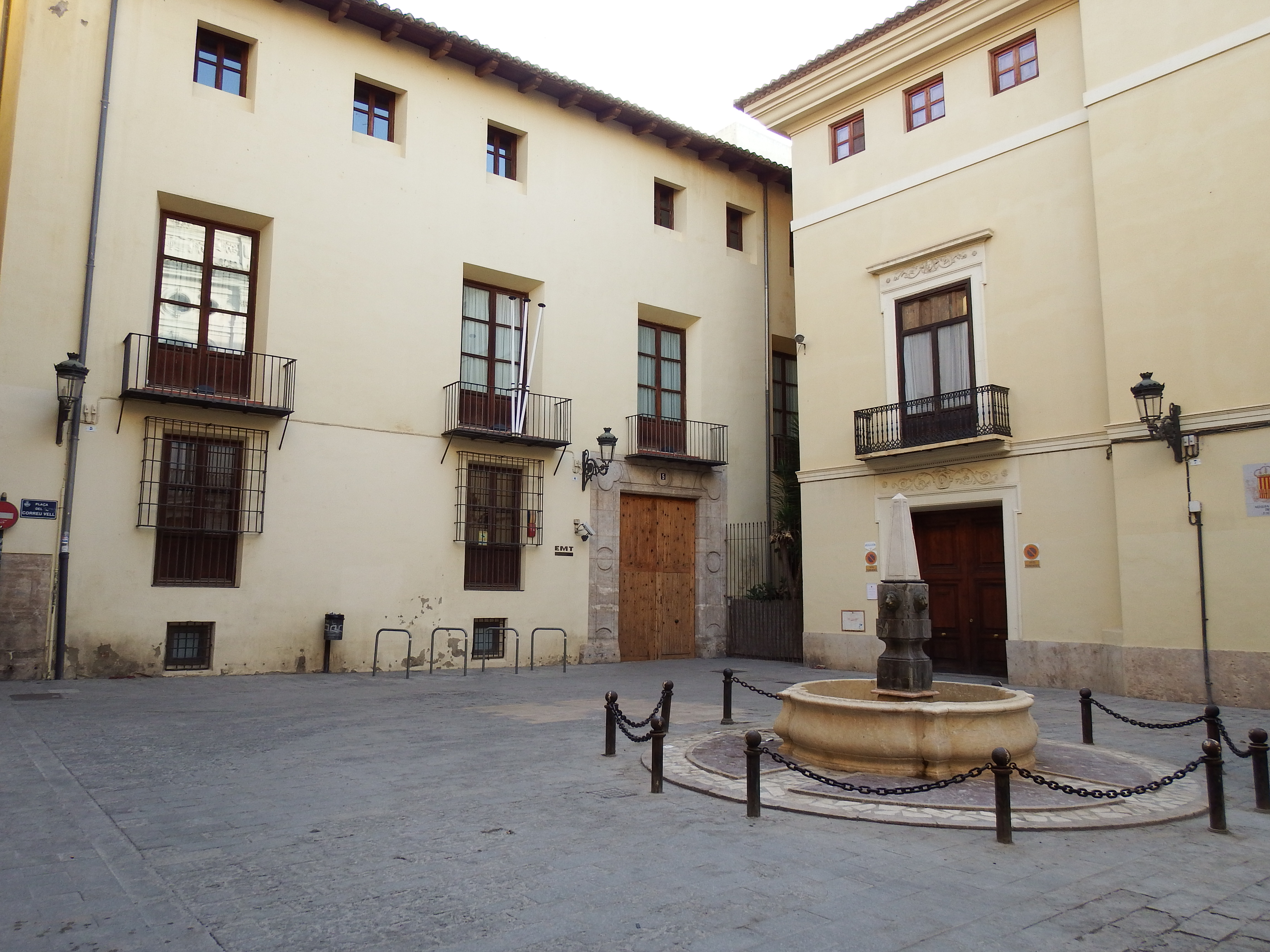
Actual seu principal d'EMT

Al 2002 naisqué l'àrea de Comercial i s'adquiriren 3 autobusos híbrids Irisbús Altrobús. Al mes de novembre es posà en marxa el projecte ECOBÚS, aprovat per la Comissió Europea LIFE i es va inaugurar la nova seu d'EMT, situada a la plaça Correu Vell, núm. 5, de València. Al desembre, va veure la llum el primer número de la revista EMT NOTICIAS HOY, butlletí de difusió interna de l'empresa. L'any següent, 2003, l'EMT cedí un dels seus autobusos per a participar en el projecte TRAGAMÓVIL, centrat en la recuperació i reciclatge de telèfons mòbils usats. Al juny d'eixe any, Alfonso Novo i Belenguer fou nomenat nou president de l'EMT, en substitució de Jorge Bellver.
El 27 de maig de 2004, la línia N1 es subdividí en la N1A i N1B, la 10 va canvià denominació (Benimaclet-Sant Marcel.lí) i moltes altres línies alteraren els seus recorreguts a conseqüència de les nombroses obres desenvolupades a València. 41 nous autobusos estàndard (17 Renault Citybús, 17 Scania Omnicity i 7 Mercedes Cítaro) i 2 Dennis Dart, adaptats per al servici de discapacitats físics, foren incorporats a la flota i, per primera vegada, l'EMT adquirí 15 Irisbús Cityclass propulsats per Gas Natural Comprimit (GNC), la qual cosa obligà a la construcció d'una estació de "càrrega en pàrquing" amb 25 punts a Sant Isidre; alhora, 7 autobusos foren donats a Cuba.
El dia 1 de juny de 2005, l'EMT rebé la Certificació UNE-EN 13815 d'AENOR, per a la línia 5, Interior, per la qualitat del servici prestat. Durant eixe mateix mes, l'EMT establí servicis especials per a cobrir les regates dels ACTES IV i V de l'America's Cup. El 24 d'octubre començà a prestar els seus servicis la línia N10 nocturna, denominada Ronda Trànsits, esta línia cobria el mateix recorregut que durant el dia realitzava la 90. El 18 de novembre, RENFE-Cercanías i EMT signaren un acord de col·laboració. Els viatgers transportats per EMT al llarg de l'any foren 102.753.126 (1.750.735 més que l'exercici anterior), símptoma de recuperació del passatge després de les contracció produïda a causa de la implantació de noves línies del metro i tramvia.
El 2017 no va rebre cap finançament estatal per ordre dels Pressupostos Generals de l'Estat, al contrari que el servei de transport públic de Madrid, Canàries o Barcelona.

## Serveis de l'EMT

### Línies actuals
Des del 15 de juny de 2022, les denominacions de les línies nocturnes han estat fussionades per l'empresa amb algunes línies diurnes. En la següent taula, aquestes línies mixtes es representen amb el fons blau però les xifres enmarcades en roig. Les línies a data de l'11 de juliol de 2023 són:
| L  | Capçaleres                   | Capçaleres                  | Frequències (min) | Frequències (min) | Frequències (min) | Longitud (km) | Flota | Viatgers (2022) |
| L  | Capçaleres                   | Capçaleres                  | Feiners           | Dissabtes         | Festius           | Longitud (km) | Flota | Viatgers (2022) |
| -- | ---------------------------- | --------------------------- | ----------------- | ----------------- | ----------------- | ------------- | ----- | --------------- |
| C1 | Centre Històric              | Centre Històric             | 6-25              | 7-28              | n/a               | 4,5           |       | 671.971         |
| C2 | Circular Grans Vies          | Circular Grans Vies         | 10-25             | 18-34             | 18-32             | n/a           |       |                 |
| C3 | Circular Ronda Trànsits      | Circular Ronda Trànsits     | 7-30              | 9-30              | 10-60             | n/a           | 8500  |                 |
| 4  | Natzaret                     | Plaça de l'Ajuntament       | 7-13              | 13-18             | 17-21             | 13,7          |       | 1.842.493       |
| 6  | Torrefiel                    | Hospital La Fe              | 8-14              | 11-16             | 14-18             | 16,88         |       | 2.302.377       |
| 7  | Mercat Central               | La Fonteta de Sant Lluís    | 8-13              | 10-19             | 13-19             | 11,2          |       | 1.007.894       |
| 8  | Porta de la Mar              | Hospital La Fe              | 9-13              | 13-18             | 14-20             | 11,27         |       | 1.284.080       |
| 9  | Estació del Nord/La Torre    | Sedaví/Forn d'Alcedo        | 7-11              | 9-14              | 12-18             | 15,39         |       | 2.455.430       |
| 10 | Benimaclet                   | Sant Marcel·lí              | 7-10              | 13-18             | 15-21             | 18            |       | 2.142.880       |
| 11 | Patraix                      | Els Orriols                 | 8-11              | 10-13             | 12-18             | 14,26         |       | 2.008.505       |
| 12 | Ciutat de l'Artista Faller   | Plaça d'Amèrica             | 11-14             | 22-30             | 22-30             | 15,3          |       | 849.978         |
| 13 | La Fonteta de Sant Lluís/CAC | Porta de la Mar             | 10-16             | 11-18             | 14-19             | 11,4          |       | 468.930         |
| 14 | Estació del Nord             | Castellar                   | 12-13             | 20                | 20                | 18,6          |       | 993.378         |
| 16 | Vinalesa                     | Poeta Querol                | 8-14              | 12-16             | 12-16             | 19,5          |       | 1.651.048       |
| 18 | Hospital Dr. Peset           | Universitats                | 12-16             | 26-38             | 27-78             | 15,316        |       | 1.205.820       |
| 19 | Estació del Nord             | La Marina/La Malva-rosa     | 8-10              | 8-15              | 9-13              | 16            |       |                 |
| 23 | Porta de la Mar              | Forn d'Alcedo               | 30                | 30                | 30                | 7,2           |       |                 |
| 24 | Porta de la Mar              | El Saler/El Palmar          | 45-50             | 45-50             | 45-50             | 54,3          |       |                 |
| 25 | Porta de la Mar              | El Saler/El Perelló         | 35-40             | 35-40             | 35-40             | 60,6          |       |                 |
| 26 | Montcada/Alfara              | Poeta Querol                | 21-22             | 40-45             | 35-40             | 20            |       |                 |
| 27 | La Torre                     | Mercat Central              | 5-9               | 8-16              | 10-15             | 11,5          |       |                 |
| 28 | Ciutat de l'Artista Faller   | Estació del Nord            | 6-12              | 11-16             | 13-18             | 11,71         |       |                 |
| 30 | Natzaret                     | Hospital Clínic             | 18-24             | 29-32             | 27-32             | 16            |       |                 |
| 31 | La Patacona                  | Estació Joaquín Sorolla     | 13-16             | 14-16             | 17-19             | 15,26         |       |                 |
| 32 | Passeig Marítim              | Plaça de l'Ajuntament       | 9                 | 12-14             | 12-18             | 15,2          |       |                 |
| 35 | Estació del Nord             | CAC/Illes Canàries          | 8-14              | 11-12             | 11-19             | 10,3          |       |                 |
| 40 | Universitats                 | Estació del Nord            | 8-12              | 12-18             | 12-20             | 9,8           |       |                 |
| 60 | Avinguda de l'Oest           | Torrefiel                   | 6-9               | 7-12              | 8-14              | 10,5          |       |                 |
| 62 | Benimàmet/Fira               | Estació del Nord            | 10-15             | 14-18             | 13-21             | 18,7          |       |                 |
| 63 | Campus de Burjasot           | Estació del Nord            | 10-23             | –                 | –                 | 15,3          |       |                 |
| 64 | Benicalap                    | Est. J. Sorolla/Hosp. La Fe | 7-10              | 10-15             | 12-20             | 17,3          |       |                 |
| 67 | Estació del Nord             | Nou Campanar                | 8-9               | 11-14             | 16-18             | 11,8          |       |                 |
| 70 | La Fontsanta                 | Alboraia                    | 8-13              | 10-17             | 13-20             | 17,5          |       |                 |
| 71 | La Llum                      | Universitats                | 6-11              | 12-18             | 15-21             | 17,82         |       |                 |
| 72 | Sant Isidre                  | Estació del Nord            | 8-11              | 11-18             | 14-20             | 8,4           |       |                 |
| 73 | Sant Isidre/Tres Creus       | Estació del Nord            | 9-11              | 13-14             | 15-16             | 14,2          |       |                 |
| 81 | Estació del Nord             | Blasco Ibáñez               | 6-7               | 10-12             | 12-13             | 9,75          |       |                 |
| 92 | La Malva-rosa                | Campanar                    | 7-10              | 10-13             | 13-16             | 21,424        | 8500  |                 |
| 93 | Avinguda del Cid             | Passeig Marítim             | 7-10              | 11-14             | 14-18             | 19,152        | 8500  |                 |
| 94 | Campanar                     | Avinguda de França          | 9-10              | 12-16             | 13-15             | 14,476        |       |                 |
| 95 | Jardí del Túria              | Jardí del Túria             | 7-12              | 13-18             | 13-17             | 23,5          |       |                 |
| 98 | Avinguda del Cid             | Est. Cabanyal/Pg. Marítim   | 7-12              | 15-19             | 18-20             | 19,703        |       |                 |
| 99 | Palau de Congressos          | La Malva-rosa               | 8-11              | 13-14             | 15                | 30,413        | 8500  |                 |

### Línies desaparegudes
| 1 Malva-rosa - Est. d'Autobusos             | 2 Malva-rosa - Campanar                       | 3 Av. del Cid - Av. del Port                       |
| 5 Interior                                  | 5B Ciutat Vella                               | 15 Pinedo - Est. del Nord                          |
| 17 Pl. Ajuntament - Sant Pau                | 20 Pl. Reina - Les Arenes                     | 20 Platges - Av. del Cid                           |
| 21 Pl. Reina - Club Nàutic                  | 21 Platges - Ciutat Fallera                   | 22 Platges - Campanar                              |
| 23 Platges - Creu Coberta                   | 24 Pl. Sant Agustí - El Saler                 | 28 Est. Sud d'Autobusos - Est. Central d'Autobusos |
| 29 Av. del Cid - Universitats               | 36 Pl. Ajuntament - Cases de Bàrcena/Vinalesa | 37 Circular Bulevards Perifèrics                   |
| 41 Universitats - Pl. Espanya               | 50 Est. del Nord - Grau                       | 51 Est. del Nord - Club Nàutic                     |
| 61 Pl. Ajuntament - Hosp. Arnau de Vilanova | 69 Pl. País Valencià - Orriols                | 78 Tetuan/Porta Mar - Pl. Espanya                  |
| 85 Estadi Lluís Casanova                    | 86 Nou Estadi del Llevant                     | 87 Mercavalència                                   |
| 91 Campanar - Pont de Fusta/Grau            | 92 Cementeri                                  | 93 Pl. Ajuntament - Cementeri                      |
| 94 Malva-rosa - Drassanes                   | 97 Servici Especial Tramvia L4                | AN Assut de l'Or - Natzaret                        |
| C3 Fins Plaça Saragossa                     | C9 Pl. Ajuntament - Cementeri                 | C15 Fins Bulevar Sud                               |
| C19 Fins Port America's Cup                 | C23 Natzaret - Platges                        | C26 Fins Bulevar Nord                              |
| C32 Fins Les Arenes                         | C81 Fins Baró de Càrcer                       | CP Circular Pantalla                               |
| E1 Palau de Congressos - Av. Balears        | E2 Bulevar Sud - CC El Saler                  | E3 Centre - Av. Port                               |
| F1 Fórmula 1                                | MS CC El Saler - Marina Sud                   | TS CAC - Marina Real                               |
| N1 Pl. Ajuntament - Marítim                 | N2 Est. del Nord - Primat Reig                | N3 Est. del Nord - Benimàmet                       |
| N4 Est. del Nord - Mislata                  | N5 Est. del Nord - St. Isidre                 | N6 Est. del Nord - la Torre                        |
| N7 Est. del Nord - Font St. Lluís           | N8 Est. del Nord - Natzaret                   | N9 Est. del Nord - Cabanyal                        |
| N10 Est. del Nord - C. A. Faller            | N89/N90 Circular Ronda Trànsits               | CN Correnit                                        |

## Parc mòbil
| Pegaso 5020     | Pegaso 5062          | Pegaso 6035                        | Pegaso 6035-A      | Pegaso 6025          |
| --------------- | -------------------- | ---------------------------------- | ------------------ | -------------------- |
|                 |                      |                                    |                    |                      |
| 1963-1980       | 1965-1980            | 1966-1989                          | 1971-1981          | 1975-1985            |
| Sèrie 1001-1063 | Sèrie 1070-1093      | Sèrie 1100-1220                    | Sèrie 1500-1501    | Sèrie 1601-1617      |
| Pegaso 6050     | Pegaso 6038          | Pegaso 6035-R                      | Pegaso 5081        | Pegaso 6420          |
|                 |                      |                                    |                    |                      |
| 1976-1989       | 1980-1999            | 1984-1994                          | 1985-1997          | 1987-2002            |
| Sèrie 1401-1454 | Sèrie 2000/2100/2200 | Sèrie 1100-1220                    | Sèrie 9001-9003    | Sèrie 3000           |
| Renault PR100.2 | MAN 11.190           | Renault R312                       | Mercedes-Benz O405 | Renault Citybus      |
|                 |                      |                                    |                    |                      |
| 1989-2006       | 1991-2015            | 1991-2009                          | 1996-2019          | 1997-present         |
| Sèrie 4000      | Sèrie 9000           | Sèrie 5000                         | Sèrie 6000/6100    | Sèrie 5100/5200/5300 |
| Scania Omnicity | Iveco Mago           | Mercedes-Benz O530                 | Irisbus Europolis  | Irisbus Cityclass    |
|                 |                      |                                    |                    |                      |
| 1999-present    | 1999-2007            | 2001-present                       | 2003-2007          | 2004-present         |
| Sèrie 7000      | Sèrie 9101-9104      | 6200/6300/6400/6500 8200/8400/8500 | Sèrie 9100         | Sèrie 9200           |
| Dennis Dart     | MAN NL 243 F         | Irisbus Citelis                    | Van Hool AG300     | Iveco Daily          |
|                 |                      |                                    |                    |                      |
| 2004-present    | 2006-2020            | 2007-present                       | 2007-present       | 2008-2009            |
| Sèrie 9000      | Sèrie 9400           | Sèrie 8000/9200/9300               | Sèrie 8100         | Sèrie 9100           |
| Iveco Wing      | Scania N230          | MAN Lion's City                    | Scania N250        | Iveco Urbanway       |
|                 |                      |                                    |                    |                      |
| 2008-present    | 2009-present         | 2014-present                       | 2015-present       | 2016-present         |
| Sèrie 9100      | Sèrie 7000/7100      | Sèrie 9500                         | Sèrie 7100?        | Sèrie 5300           |
| Iveco Mobi      | Volvo 7900           | BYD E6                             | Irizar I2          | Heuliez GX437        |
|                 |                      |                                    |                    |                      |
| 2016-present    | 2016-present         | 2018-present                       | 2018-present       | 2018-present         |
| Sèrie 9000      | Sèrie 9600           | Sèrie 2000                         | Sèrie 2100         | Sèrie 8300           |
| Heuliez GX337   |                      |                                    |                    |                      |
|                 |                      |                                    |                    |                      |
| 2018-present    |                      |                                    |                    |                      |
| Sèrie 9300      |                      |                                    |                    |                      |

## Parades d'autobús
Les primeres parades de l'EMT consistien en un pal metàl·lic amb un senyal rectangular de planxa al cim amb la informació, heretat de l'antiga SALTUV amb un adhesiu damunt de l'antic logotip; aquestes parades funcionaren fins 1990. Aquell any s'introduí el nou model, consistent en un pal amb planxes metàl·liques independents: el superior era roig, amb el logotip de l'EMT i els números de les línies; davall, hi havien fins a tres planxes més, una per a cada línia, blanques, amb el número de la línia en gran i un esquema lineal de la ruta. L'any 1998 comencen a instal·lar-se les noves parades (pals i marquesines) dissenyades per l'arquitecte i dissenyador industrial anglés Nicholas Grimshaw i anomenades com a "model Grimshaw". Finalment, l'any 2022 s'introdueixen les noves marquesines model Bali, que conviuran amb els pals model Grimshaw de 1998.

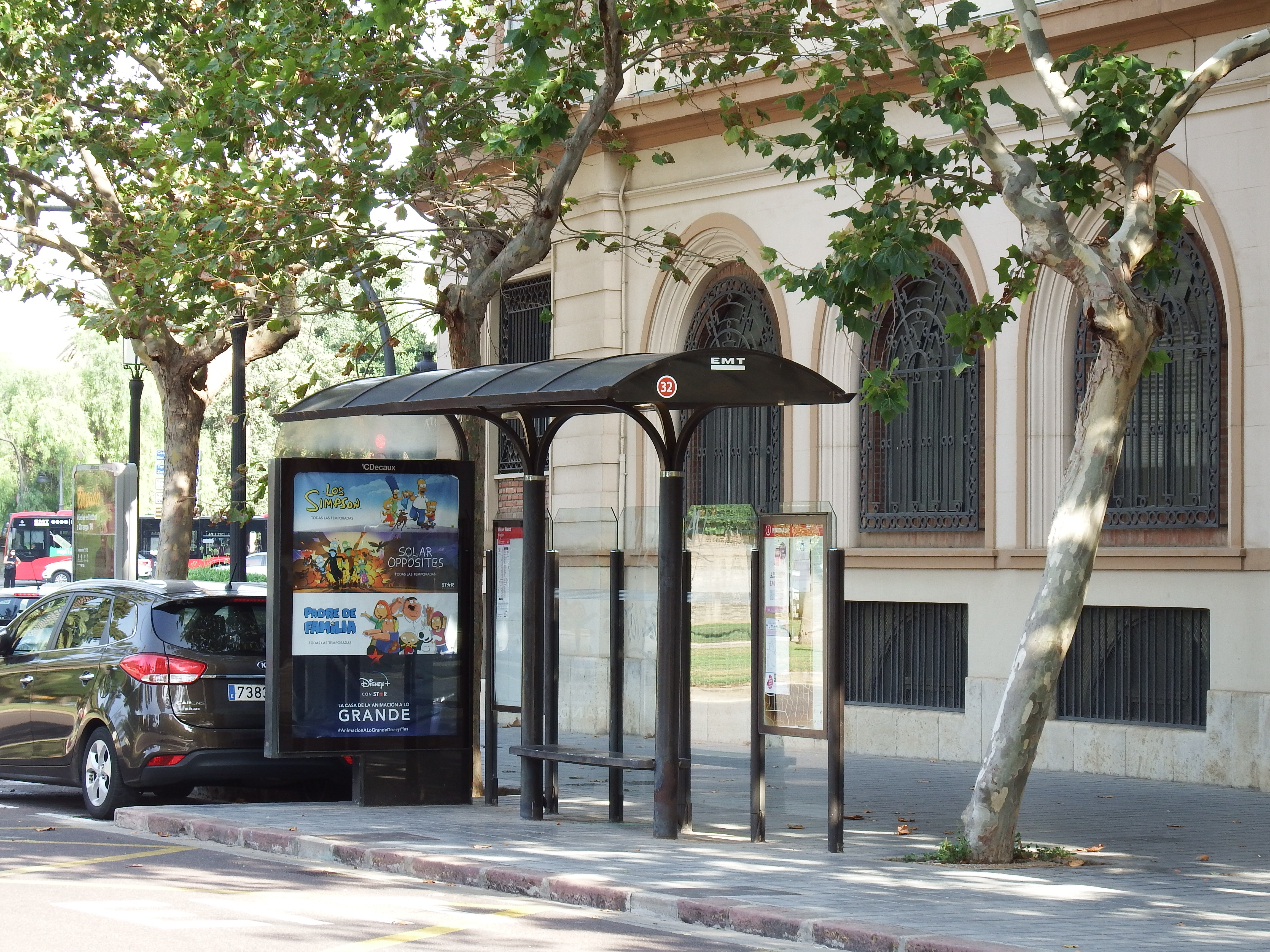
Marquesina 2000 (1990?-2022)
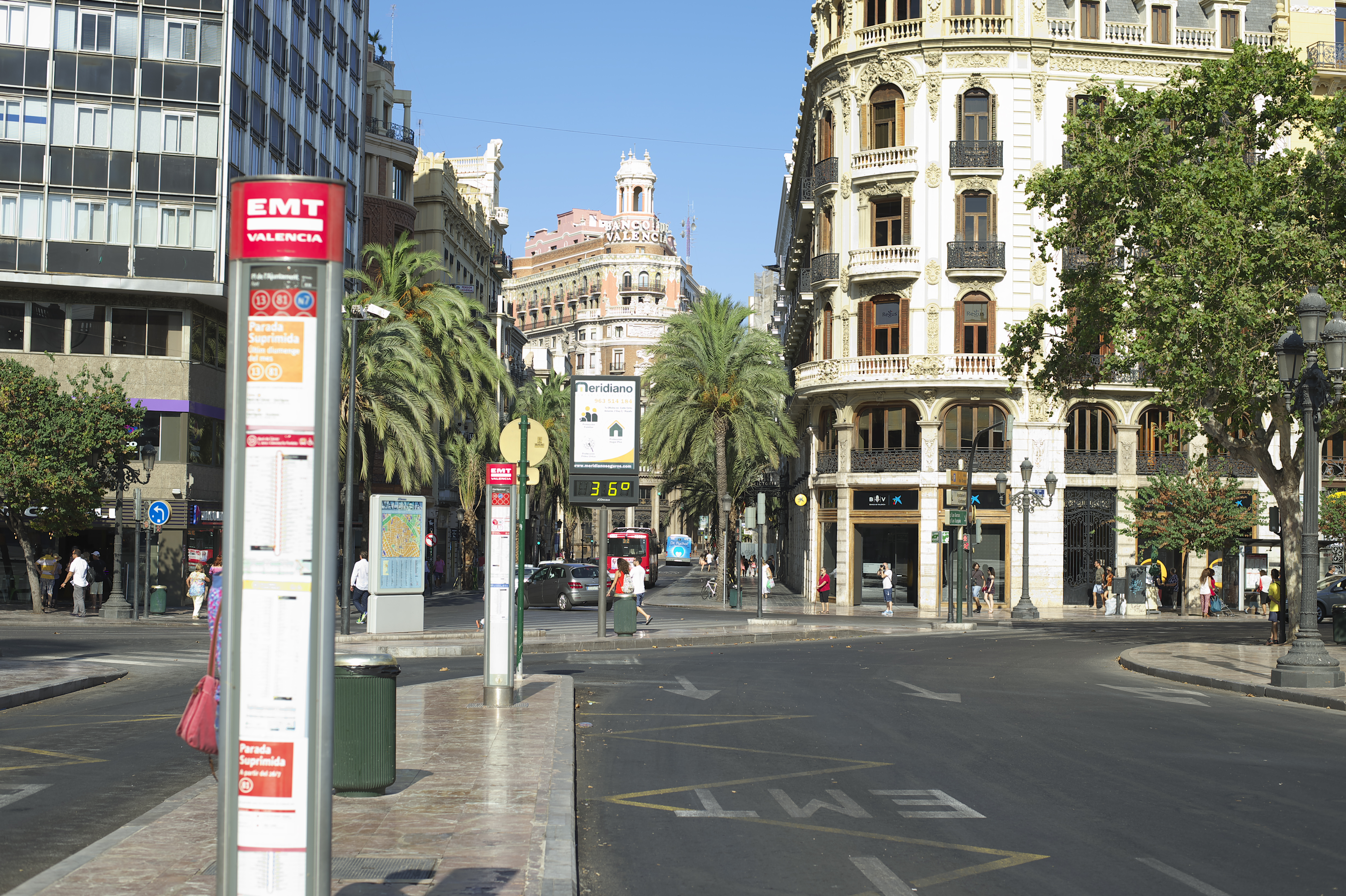
Pal Grimshaw (1998-actualitat)
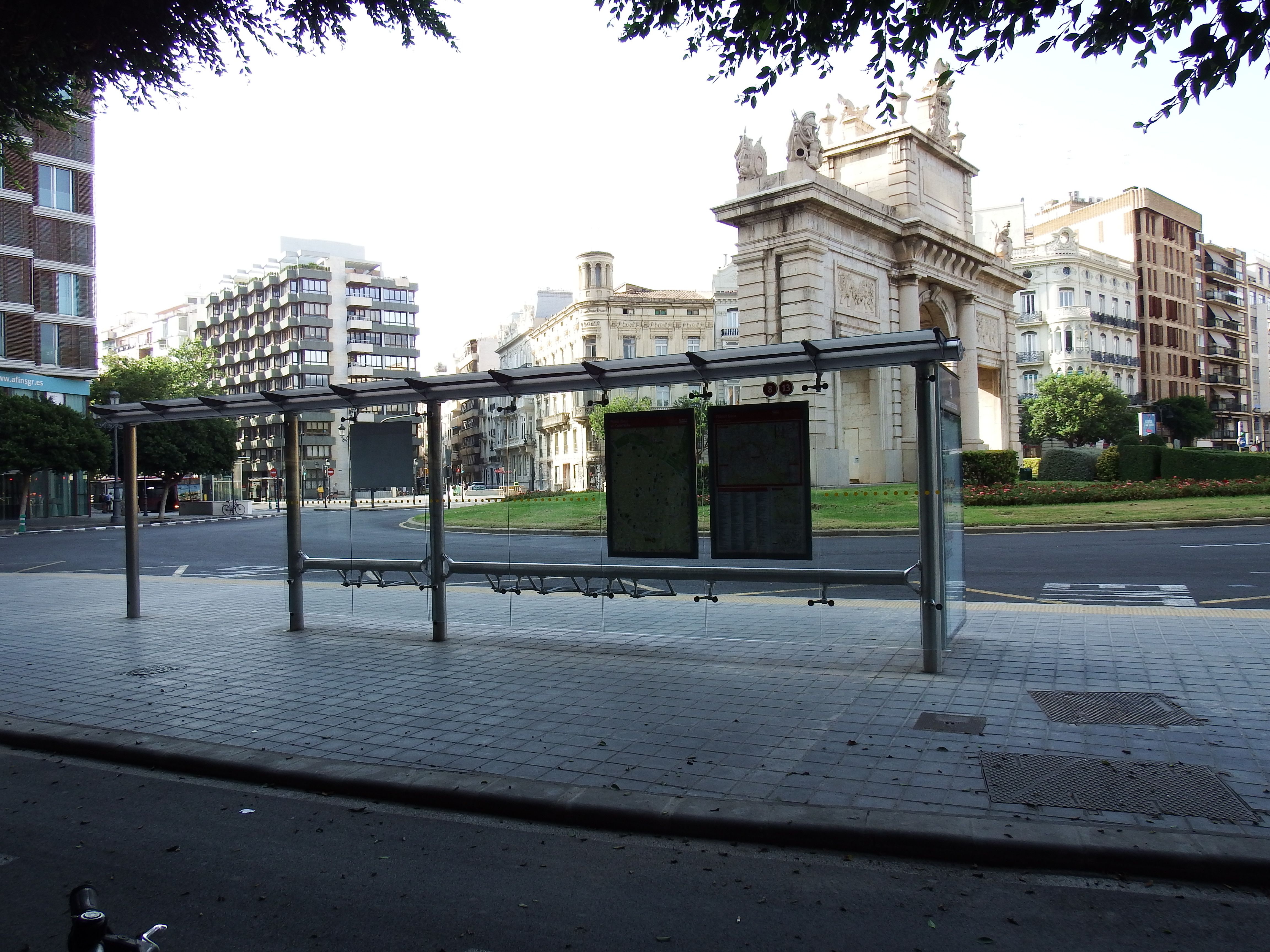
Marquesina Grimshaw (1998-2022)
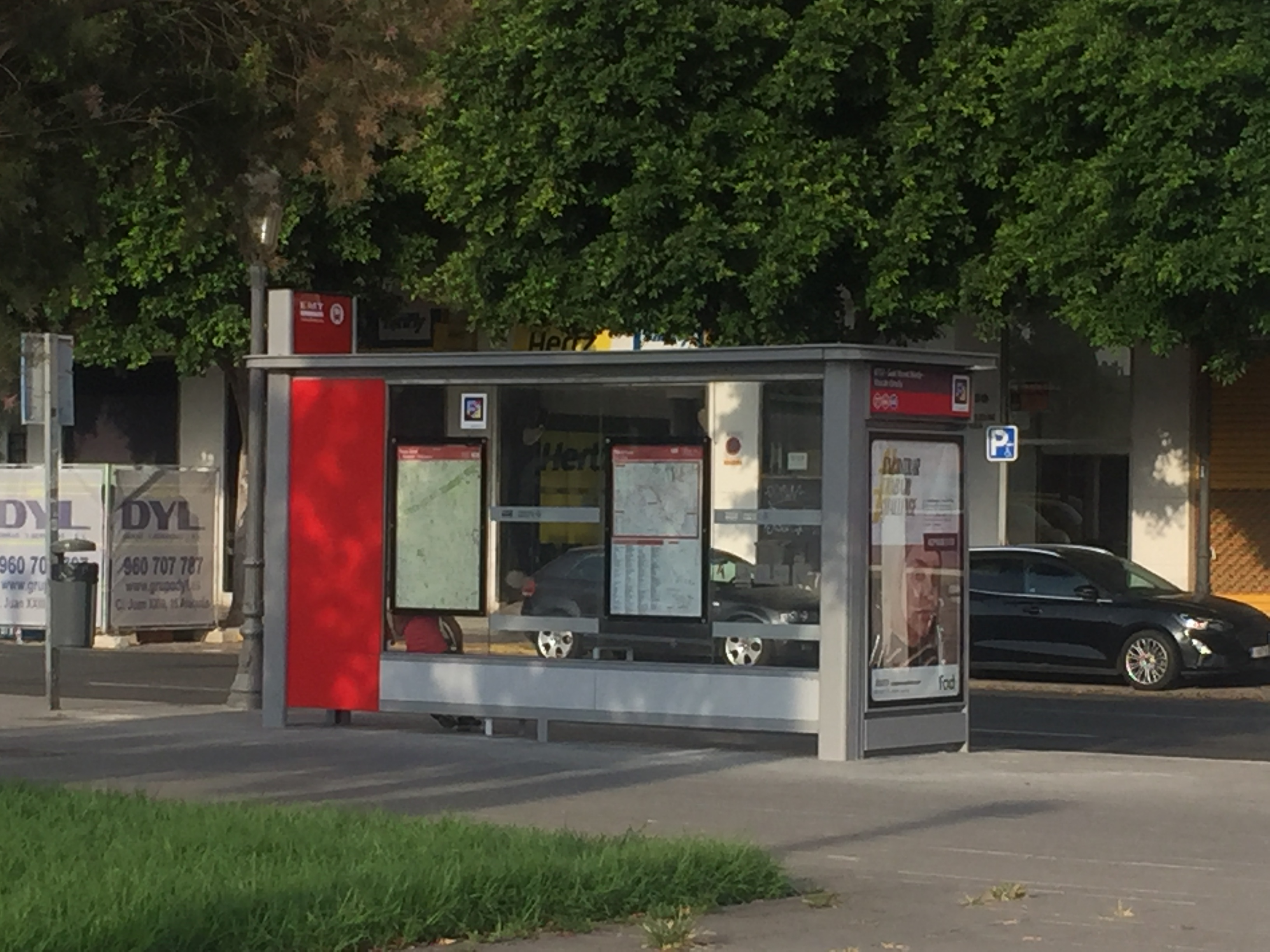
Marquesina Bali (2022-actualitat)

## Històric de passatgers
Pel que fa al nombre de passatgers de l'EMT i SALTUV, les dades històriques ens ofereixen diverses conclusions sobre la història del transport públic a la ciutat de València i al món. Començant pels anys 60, podem vore com el nombre de passatgers és encara baix; aquest fet es deu a l'encara primacia del tramvia com a mitjà de transport públic. A la dècada dels 70 constatem, d'una banda, l'augment de passatgers d'autobús per l'abandó del tramvia i, d'altra banda, el descens d'usuaris del transport públic per la generalització del transport privat i la consegüent davallada en el servici. Seguidament, als anys 80, comença el reviscolament de l'EMT gràcies a la municipalització de l'empresa i a l'aposta de l'ajuntament pel transport públic. A la dècada dels 90, l'augment de passatgers es consolida i s'estabilitza, tot i que perdent lleugerament passatgers degut a l'obertura de noves línies de Ferrocarrils de la Generalitat Valenciana (FGV). Els anys 2000 i especialment la dècada de 2010 veuen un descens del nombre de passatgers ocasionat pel creixement de les noves formes de transport públic (metro, tramvia) i privat (bicicleta, patins).
| Gràfica d'evolució de Empresa Municipal de Transports de València entre 1964 i 2021 |
|                                                                                     |

## Tarifes i títols
Tot seguit, es presenta una relació de les tarifes més generals de l'EMT. Al llarg dels anys, alguns títols han canviat el seu nom, com ara l'actual abonament mensual (abans Targeta Roja) i el BonoOro (abans Targeta Jubilats). Cal esmentar que, fins al 2001 els preus són en pessetes mentre que a partir d'aquell any, són en euros.
| Títol   | Preu (Pts) | Preu (Pts) | Preu (Pts) | Preu (Pts) | Preu (Pts) | Preu (Pts) | Preu (Pts) | Preu (Pts) | Preu (Pts) | Preu (Pts) | Preu (Pts) | Preu (Pts) | Preu (Pts) | Preu (Pts) | Preu (Pts) | Preu (Pts) | Preu (Pts) | Preu (Pts) |
| Títol   | 1963       | 1967       | 1973       | 1975       | 1978       | 1980       | 1981       | 1983       | 1985       | 1986       | 1993       | 1994       | 1995       | 1996       | 1997       | 1998       | 2000       | 2001       |
| ------- | ---------- | ---------- | ---------- | ---------- | ---------- | ---------- | ---------- | ---------- | ---------- | ---------- | ---------- | ---------- | ---------- | ---------- | ---------- | ---------- | ---------- | ---------- |
| Bitllet | 2          | 2,50       | 4          | 6          | 11         | 16         | 18         | 35         | 45         | 50         | 75         | 80         | 85         | 95         | 105        | 110        | 125        | 130        |
| Bonobus |            |            |            |            |            |            |            | 230        | 300        | 360        | 500        | 550        | 575        | 625        | 675        | 690        | 700        | 740        |
| Mensual |            |            |            |            |            |            |            | 1600       | 2100       | 2600       | 3500       | 3675       | 3900       | 4100       | 4300       | 4400       | 4500       | 4750       |
| BonoOro |            |            |            |            |            |            |            | 1000       | 1200       | 1500       | 1500       | 1500       | 1500       | 1500       | 1600       | 1700       | 1900       | 2000       |

| Bitllet | 0,85  | 0,90 | 0,95 | 1    | 1,10  | 1,15  | 1,20  | 1,25  | 1,30  | 1,50  | 1,50  | 1,50 |
| Bonobus | 4,60  | 4,70 | 4,90 | 5,05 | 5,20  | 5,45  | 5,65  | 6     | 6,95  | 7,50  | 8     | 8    |
| Mensual | 29,50 | 30   | 31   | 32   | 33,20 | 34,40 | 35,60 | 37,40 | 39,60 | 41,60 | 43,70 | 45   |
| BonoOro | 12    | 12   | 14   | 15   | 16    | 16    | 17    | 18    | 18    | 18    | 18    | 20   |